# Chauvincourt-Provemont
Chauvincourt-Provemont är en kommun i departementet Eure i regionen Normandie i norra Frankrike. Kommunen ligger i kantonen Étrépagny som tillhör arrondissementet Les Andelys. År 2022 hade Chauvincourt-Provemont 393 invånare.

## Befolkningsutveckling
Antalet invånare i kommunen Chauvincourt-Provemont
Referens:INSEE